# Drużynowe Mistrzostwa Polski Juniorów na Żużlu 2019
Drużynowe Mistrzostwa Polski Juniorów 2019 – zawody żużlowe, mające na celu wyłonienie medalistów drużynowych mistrzostw Polski juniorów w sezonie 2019.
Rozegrano eliminacje w 4 grupach (awans 3 najlepsze drużyny z każdej z grup + 2 z 4. miejsc z największą liczbą punktów), dwa półfinały grupowe (awans 3 najlepsze drużyny z każdej z grup + drużyna z 4. miejsca z większą liczbą punktów) oraz finał, w którym zwyciężyli po raz 4 zawodnicy Francepol Falubaz Zielona Góra.

## Finał
- Grudziądz, 25 września 2019
- Sędzia: Remigiusz Substyk
- Widzów: b.d.

| Msc |                                                                         | Drużyna / Zawodnik                      | Biegi                                 | Punkty |
| --- | ----------------------------------------------------------------------- | --------------------------------------- | ------------------------------------- | ------ |
| 1   |                                                                         | Francepol Falubaz Zielona Góra          | Francepol Falubaz Zielona Góra        | 26     |
| 1   | Norbert Krakowiak Damian Pawliczak Mateusz Tonder Jakub Osyczka         | (3,3,1,2) (2,2,2,2) (2,3,1,3) ns        | 9 8 9 ns                              |        |
| 2   |                                                                         | Bocar Włókniarz Częstochowa             | Bocar Włókniarz Częstochowa           | 21     |
| 2   | Jakub Miśkowiak Michał Gruchalski Bartłomiej Kowalski Mateusz Świdnicki | (0,3,2,d) (2,3,3,3) (1,1,–,–) (–,–,1,2) | 5 11 2 3                              |        |
| 3   |                                                                         | truly.work Stal Gorzów Wlkp.            | truly.work Stal Gorzów Wlkp.          | 20     |
| 3   | Rafał Karczmarz Mateusz Bartkowiak Kamil Pytlewski Wiktor Jasiński      | (0,2,3,3) (2,3,3,1) (0,2,0,1) ns        | 8 9 3 ns                              |        |
| 4   |                                                                         | Bogdanka Motor Lublin                   | Bogdanka Motor Lublin                 | 18     |
| 4   | Wiktor Lampart Maciej Kuromonow Wiktor Trofimow jr Jakub Szpytma        | (0,2,2,3) (2,1,0,w) (3,3,2,w) ns        | 7 3 8 ns                              |        |
| 5   |                                                                         | MrGarden GKM Grudziądz                  | MrGarden GKM Grudziądz                | 15     |
| 5   | Patryk Rolnicki Marcin Turowski Kamil Wieczorek Damian Lotarski         | (3,1,0,3) (1,u,0,0) (3,1,1,–) (–,–,–,2) | 7 1 5 2                               |        |
| 6   |                                                                         | PGG ROW Rybnik                          | PGG ROW Rybnik                        | 13     |
| 6   | Robert Chmiel Przemysław Giera Błażej Wypior brak zawodnika             | (3,1,2,3) (1,1,1,1) (0,0,0,0)           | 9 4 0                                 |        |
| 7   |                                                                         | Arged Malesa TŻ Ostrovia Ostrów Wlkp.   | Arged Malesa TŻ Ostrovia Ostrów Wlkp. | 12     |
| 7   | Kacper Grzelak Kamil Nowacki Marcin Kościelski Sebastian Szostak        | (0,–,2,1) (1,–,1,2) (0,3,t,–) (2,0,0,u) | 3 4 3 2                               |        |

Bieg po biegu:
1. Rolnicki, Gruchalski, Turowski, Miśkowiak (Włókniarz – GKM 3:3)
2. Krakowiak, Pawliczak, Nowacki, Grzelak (ZKŻ – Ostrovia 5:1)
3. Chmiel, Kuromonow, Giera, Lampart (d) (ROW – Motor 4:2)
4. Miśkowiak, Bartkowiak, Kowalski, Karczmarz (Włókniarz – Stal 4:2)
5. Wieczorek, Grzelak, Rolnicki, Kościelski (GKM – Ostrovia 4:2)
6. Krakowiak, Tonder, Chmiel, Wypior (ZKŻ – ROW 5:1)
7. Trofimow, Karczmarz, Kuromonow, Pytlewski (Motor – Stal 4:2)
8. Kościelski, Miśkowiak, Kowalski, Nowacki (Ostrovia – Włókniarz 3:3)
9. Tonder, Pawliczak, Wieczorek, Rolnicki (ZKŻ – GKM 5:1)
10. Bartkowiak, Pytlewski, Giera, Wypior (Stal – ROW 5:1)
11. Gruchalski, Lampart, Świdnicki, Kuromonow (Włókniarz – Motor 4:2)
12. Rolnicki, Chmiel, Giera, Turowski (u) (GKM – ROW 3:3)
13. Trofimow, Lampart, Nowacki, Szostak (Kościelski – t) (Motor – Ostrovia 5:1)
14. Bartkowiak, Pawliczak, Tonder, Pytlewski (Stal – ZKŻ 3:3)
15. Gruchalski, Świdnicki, Giera, Wypior (Włókniarz – ROW 5:1)
16. Lampart, Trofimow, Wieczorek, Turowski (Motor – GKM 5:1)
17. Karczmarz, Grzelak, Pytlewski, Szostak (u) (Stal – Ostrovia 4:2)
18. Gruchalski, Pawliczak, Krakowiak, Miśkowiak (d) (ZKŻ – Włókniarz 3:3)
19. Karczmarz, Lotarski, Bartkowiak, Turowski (Stal – GKM 4:2)
20. Chmiel, Nowacki, Grzelak, Wypior (ROW – Ostrovia 3:3)
21. Tonder, Krakowiak, Kuromonow (w), Trofimow (w) (ZKŻ – Motor 5:0)